# Chyliza varipes
Chyliza varipes är en tvåvingeart som beskrevs av Wulp 1896. Chyliza varipes ingår i släktet Chyliza och familjen rotflugor. Inga underarter finns listade i Catalogue of Life.